# Davor Janjić
Davor Janjić (Tuzla, 18. studenog 1969. – Beograd, 28. studenog 2022.) bio je bosanskohercegovački kazališni, televizijski i filmski glumac.

## Filmografija

### Televizijske uloge
- "Pod sretnom zvijezdom" kao Bojan Bartol (2011.)
- "Zakon ljubavi" kao Josip (2008.)
- "Ponos Ratkajevih" kao Franjo Valent (2007. – 2008.)
- "Ranjenik" kao Ivan (1989.)

### Filmske uloge
- "Duhovi Sarajeva" kao Tref (2007.)
- "Petelinji zajtrk" kao Rajko "Roki" Malačić (2007.)
- "L... kot ljubezen" kao Tomas (2007.)
- "Ratno dijete" kao Momir (2006.)
- "Desperado Tonic" (2004.)
- "Život je čudo" ko Tomo Krtola (2004.)
- "Vladimir" kao Miki (2002.)
- "(A)Torzija" (2002.)
- "Nataša" kao Kiza (2001.)
- "Sladke sanje" (2001.)
- "Mliječni put" (2000.)
- "Gorski vijenac" kao Spija (2000.)
- "Hop, Skip & Jump" (1999.)
- "Blues za Saro" (1998.)
- "To je Balkan" (1998.)
- "Dobrodošli u Sarajevo" kao Dragan (1997.)
- "Autsajder" kao Sead Mulahasanović (1997.)
- "Magareće godine" kao Smrdonja (1994.)
- "Gorila se kupa u podne" kao propalica (1993.)
- "Čaruga" kao Mali (1991.)
- "Praznik u Sarajevu" (1991.)
- "Posljednji valcer u Sarajevu" kao Anton Valić (1990.)
- "Granica" kao Marko Topić (1990.)
- "Stanica običnih vozova" (1990.)
- "Stela" kao Žic (1990.)
- "Kuduz" kao željezničar (1989.)
- "Let u magli" kao Nikola (1988.)
- "Život sa stricem" kao Martin Kujundžić (1988.)
- "Ovo malo duše" kao Nihad (1986.)

## Vanjske poveznice
- Davor Janjić u internetskoj bazi filmova IMDb-u (engl.)